# Сидорово (Поддорський район)
Сидорово (рос. Сидорово) — присілок в Поддорському районі Новгородської області Російської Федерації.
Населення становить 5 осіб. Входить до складу муніципального утворення Белебелковське сільське поселення.

## Історія
Від 2004 року входить до складу муніципального утворення Белебелковське сільське поселення

## Населення
| 2010 |
| ---- |
| 5    |